# Liste des sous-marins d'Israël
La liste des sous-marins d'Israël regroupe les sous-marins commandés ou exploités par la marine israélienne au fil des ans. Ils sont regroupés par classe.

## Anciens sous-marins

### classe S
Les premiers sous-marins de la marine israélienne étaient d’anciens sous-marins de classe S de la Royal Navy. Construits dans les derniers mois de la Seconde Guerre mondiale, ils avaient subi une modeste modernisation après la guerre, impliquant l’installation d’un meilleur sonar et d’un mât de schnorchel repliable pour permettre la recharge des batteries pendant que le bateau naviguait en immersion. Néanmoins, la conception de ces navires datait de la Seconde Guerre mondiale, et ils étaient largement obsolètes avant même leur entrée en service israélien en 1960. Israël les a exploités jusqu’à la fin des années 1960.
- INS Tanin (S-71), ex-HMS Springer (P264)
- INS Rahav (S-73), ex-HMS Sanguine (P266)

Un de ces sous-marins a participé à la guerre des Six Jours en 1967. Lorsque la guerre a éclaté, le 5 juin 1967, un seul des anciens navires de classe S était en état de naviguer : l’INS Tanin. Il a participé activement aux opérations, déployant des commandos pour attaquer le port égyptien d’Alexandrie, et engageant également une frégate égyptienne avec ses torpilles. L’attaque a été déjouée et l’INS Tanin a été contre-attaqué à coups de charges de profondeur. Il s’est échappé mais a été gravement endommagé. Malgré cela, son capitaine l’a ramené à Alexandrie la nuit suivante pour tenter de récupérer les commandos.
Un sous-marin nommé INS Tanin (un autre sous-marin israélien a porté ce nom par la suite) pourrait avoir sombré en bordure du récif corallien de l'île Juan de Nova « dans les années 1970 ».

### classe T
Cinq ans après l’arrivée des navires de la classe S dans la marine israélienne, celle-ci était déjà à la recherche de remplaçants aux meilleures performances. Trois sous-marins britanniques de classe T ont été sélectionnés. Il s’agissait en fait de coques plus anciennes que les navires de classe S qu’elles remplaçaient, mais elles appartenaient à une classe plus grande et plus performante, qui avait subi une mise à niveau beaucoup plus importante après la guerre. Cela les a amenés à peu près au même niveau de performances que les sous-marins diesel-électriques moyens de la Royal Navy à l’époque. De ce fait, ils étaient parfois appelés « Super-T ». Ils ne ressemblaient plus en rien à leur configuration d’origine, avec une coque externe, une proue, un kiosque et une poupe complètement nouveaux. Tous les tubes lance-torpilles externes avaient été retirés pour rendre la coque plus hydrodynamique, et faire de la place pour un grand dôme sonar à l’étrave. Le canon avait été retiré depuis longtemps et le mât de schnorchel était entièrement intégré dans le grand massif profilé. Ces trois navires ont été achetés à partir de 1966. Ils ont subi d’importants carénages au Royaume-Uni avant leur livraison (seul l’INS Dolphin étant réaménagé en Israël). Ils ont servi jusqu’à la fin des années 1970.
- INS Leviathan (S-75), ex-HMS Turpin
- INS Dakar (S-77), ex-HMS Totem
- INS Dolphin (S-79), ex-HMS Truncheon

L’INS Dakar a coulé en mer Méditerranée le 25 janvier 1968 avec son équipage de 69 personnes lors de son voyage de livraison, sans explication connue à ce jour. Personne n’a survécu pour raconter le naufrage, et l’INS Dakar est donc entré dans l’histoire comme l’un des grands mystères maritimes. Les circonstances exactes sont encore sujettes à débat, mais il semble très probable qu’il s’agisse d’un accident. La coque a finalement été retrouvée en 1999 à une profondeur de 3000 mètres entre Chypre et la Crète. Il y a eu une enquête, mais la cause de sa perte reste un mystère.

### Classe Gal
Les Super-T étaient bien plus petits que les sous-marins construits à l’époque par les grandes puissances (sauf peut-être les Français), mais ils étaient considérés comme encore trop grands pour le genre de missions côtières dans lesquelles les Israéliens voulaient utiliser leurs sous-marins. C’est à ce moment-là que la façon israélienne de faire les choses a commencé à prendre son propre caractère et à conduire le développement des sous-marins dans une direction très différente. Israël voulait un petit sous-marin côtier avec un équipage réduit, mais toujours avec un ensemble complet de torpilles. Les Britanniques étaient le fournisseur naval traditionnel d’Israël, mais ils avaient gaspillé leur avance mondiale dans la conception de « sous-marins de poche » et se concentraient sur des sous-marins plus grands. Leur autre grand fournisseur d’armes historique, la France, avait décidé d’imposer un embargo sur les armes et les États-Unis n’avaient pas construit de sous-marin d’attaque diesel depuis dix ans. Les seuls sous-marins exportés par les États-Unis étaient des navires diesel d’occasion équivalents aux Super-T. La réponse se trouvait dans un pays improbable : l’Allemagne de l'Ouest avait récemment commencé à reconstruire sa capacité de production de sous-marins. Elle avait commencé avec de petits « sous-marins d’entraînement ». Maintenant qu’il ne s’agissait plus d’envoyer des sous-marins au milieu de l’océan Atlantique, leurs conceptions se sont transformées en très petits sous-marins, conçus pour la mer Baltique et la mer du Nord. Leur conception principale à l’époque était le Type 206. Une variante modifiée de ce bateau serait idéale pour la marine israélienne mais il y avait une difficulté : les Allemands avaient des restrictions à l’exportation et ne pouvaient pas construire les sous-marins pour Israël. Une solution de contournement astucieuse a donc été mise en place par l’intermédiaire du fournisseur traditionnel de sous-marins d’Israël, les Britanniques. Les sous-marins de la classe Type 540 Gal devaient être construits par Vickers au Royaume-Uni. Le fait que la Grande-Bretagne fournissait en même temps des armes aux ennemis d’Israël n’a échappé à personne. Les trois sous-marins ont été livrés à partir de 1976 et le dernier a été mis hors service en 2002.
- INS Gal
- INS Tanin (1976)
- INS Rahav (1977)

## Sous-marins en service

### Classe Dolphin
Cette classe se compose de six sous-marins d'attaque conventionnels diesel-électriques. De construction allemande, elle est basée sur le type 209. La classe se subdivise en deux lots : trois sous-marins de classe Dolphin-I et trois autres de classe Dolphin-II (deux en service, un en essais). Les trois premiers navires (Dolphin-I) ont été mis en service entre 1999 et 2000.
- INS Dolphin (1999)[6]
- INS Livyathan (1999)
- INS Tekumah (2000)[7]

Le 25 août 2006, Israël signe un contrat de 1,3 milliard de dollars avec ThyssenKrupp Marine Systems (TKMS) afin d'acquérir 2 Dolphin supplémentaires, financés à un tiers par l'Allemagne. En novembre 2008, l'achat possible par l'Égypte de deux sous-marins anaérobies auprès du même fournisseur inquiète apparemment Israël mais il est possible d'y voir une tentative de profiter du changement de gouvernement à Washington pour tenter d’obtenir le blocage de la vente, probablement en refusant la licence d’exportation puisque les sous-marins allemands comportent des équipements de conception américaine, dont l’exportation est soumise à l’accord du Congrès des États-Unis.
Ce qui distingue les Dolphin-II, c’est qu’ils sont agrandis et allongés par rapport aux Dolphin-I pour accueillir une propulsion indépendante de l'air (AIP), à base de piles à combustible. Le deuxième lot (Dolphin-II) a commencé à entrer en service en 2014.
- INS Tanin (2012)[11]
- INS Rahav (2013)[11]
- INS Drakon (2017)[11]

## Sous-marins planifiés
Classe Dakar : future classe de trois sous-marins d’attaque conventionnels (diesel-électriques). Le contrat pour leur construction a été signé le 20 janvier 2022 entre ThyssenKrupp Marine Systems et le ministère de la Défense israélien, pour un coût de 3 milliards d’euros (environ 3,4 milliards de dollars). Le premier de ces sous-marins sera livré à Israël en 2027,,,,,,,.
Vu le nom de la classe, le navire de tête devrait se nommer INS Dakar, en hommage à l’INS Dakar qui a coulé en 1968,.